# Aussois
Aussois è un comune francese di 709 abitanti situato nel dipartimento della Savoia nella Regione del Rodano-Alpi.
Stazione sciistica alle porte del parco nazionale della Vanoise ospita nel suo territorio l'importante complesso dei Forti dell'Esseillon.

## Geografia fisica

### Posizione
Posto nella valle dell'Arc, a 7 km a monte di Modane sorge su un altopiano di origine glaciale ai piedi della Dent Parrachée, una delle cime più alte del massiccio della Vanoise.

## Storia

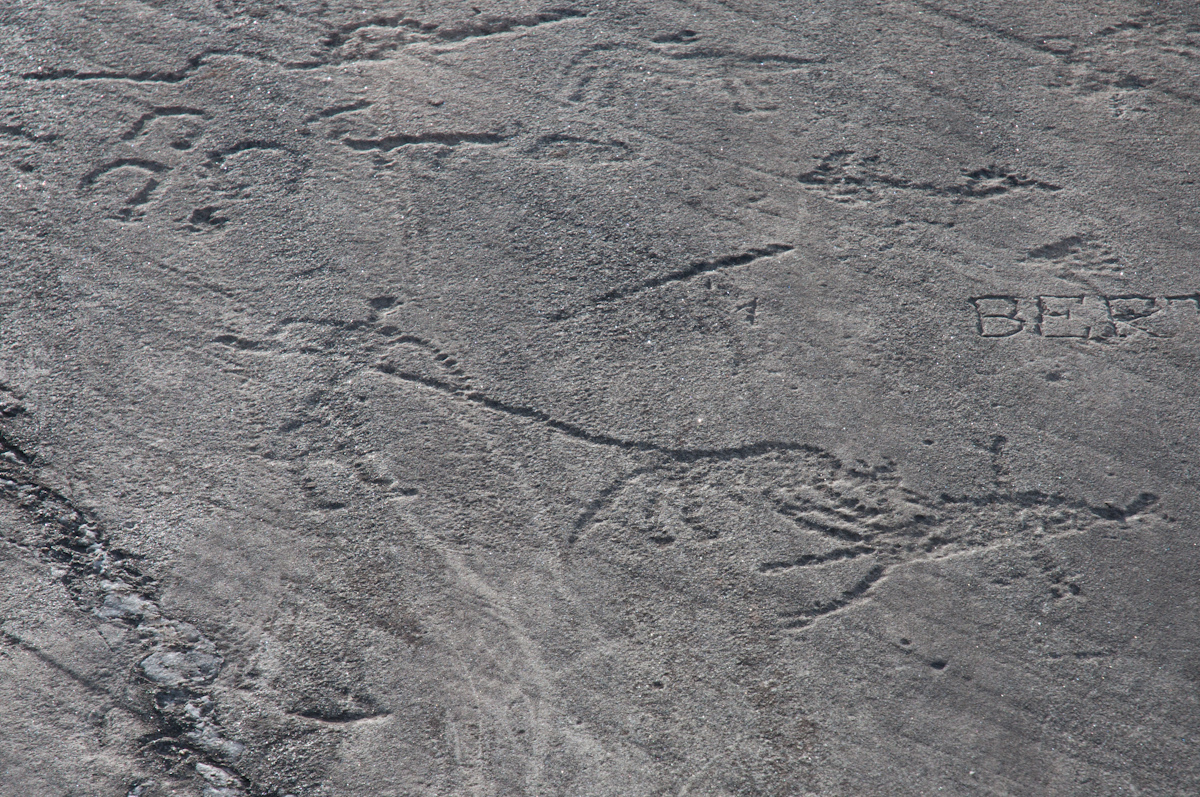
Incisioni rupestri nei pressi di Aussois

Nei pressi del villaggio, il parco archeologico “des lozes” testimonia, con le sue incisioni rupestri che il sito era già abitato circa nel 1000 a.C. e che lo è stato ininterrottamente fino ad oggi.
In seguito al Congresso di Vienna fu deciso di erigere una serie di fortificazioni, conosciuti col nome di Forti dell'Esseillon per proteggere il Regno di Sardegna da eventuali attacchi francesi.
Il comune, come tutta la Savoia, passò alla Francia in seguito ai plebisciti del 1860, tuttavia Aussois fu l'unico comune savoiardo in cui fu registrato un voto contrario all'annessione.
Nel 1940, dopo la sconfitta francese, il confine tra Italia e Francia fu spostato a ridosso del comune di Aussois che restò, fino al 1944 il primo comune francese dopo il confine italiano.
L'Hotel du Soleil, ad Aussois fu sede della resistenza francese durante l'occupazione tedesca e i Forti dell'Esseillon furono occupati da truppe tedesche fino al loro ritiro nel 1945.
Tra il 1950 e il 1955 la costruzione di due dighe dell'EDF a monte del villaggio permisero al comune di poter contare su entrate sicure e stabili derivanti dalla cessione perpetua dei terreni dove sorgono i due laghi artificiali.
Nel 1963 nasce il Parco nazionale della Vanoise. Il territorio di Aussois è in parte compreso nella zona centrale e in parte in quella periferica. La creazione del Parco costituisce un primo volano per l'attività turistica nel villaggio. Proprio per gestire meglio lo sviluppo turistico nel 1969 è creata una cabina di regia comunale che gestisce tutt'oggi gli impianti di risalita e tutto ciò che riguarda il turismo.

### Monumenti e testimonianze storiche

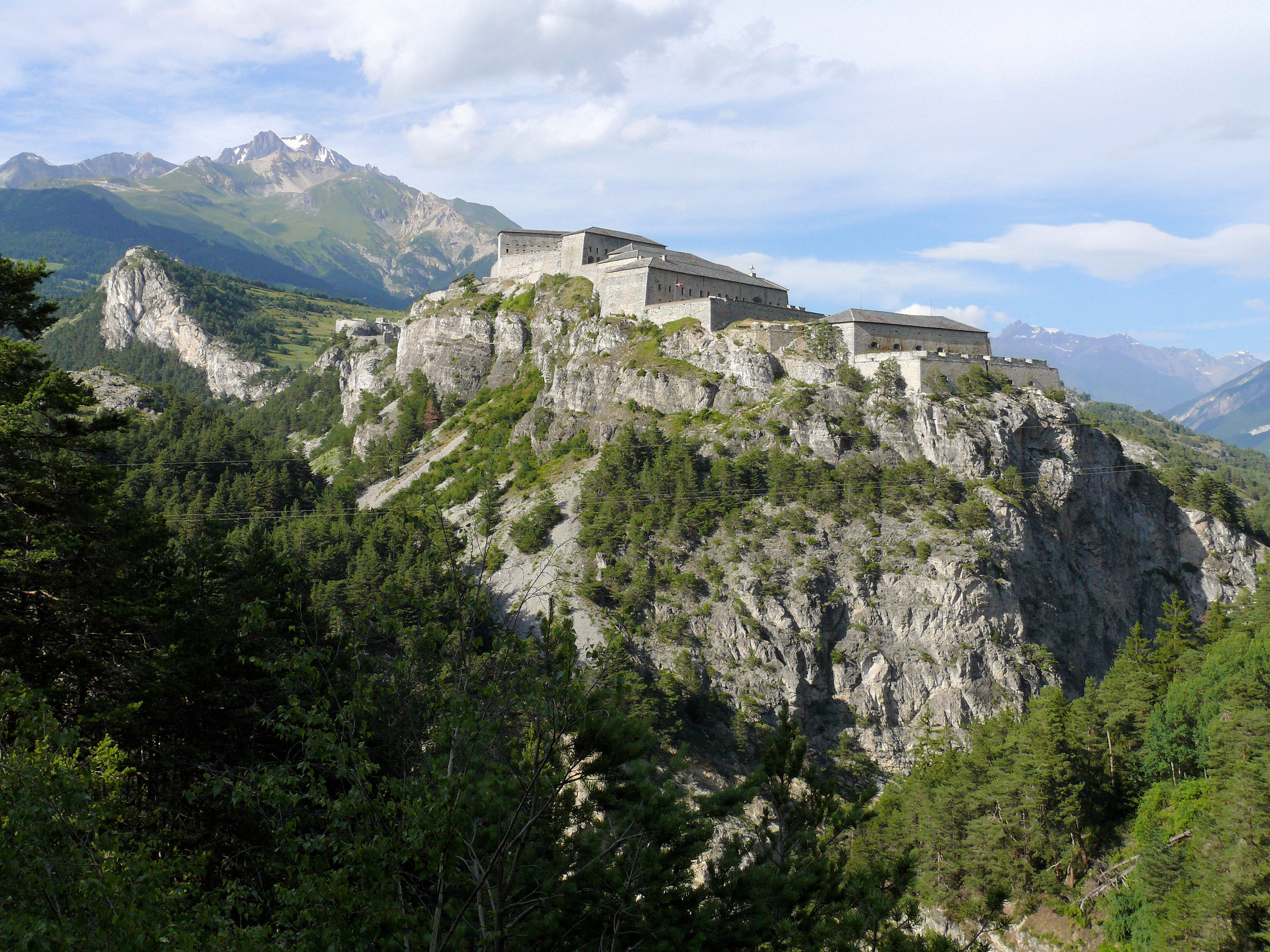
Forti dell'Esseillon

Tra i monumenti storici degni di nota vi sono il complesso dei Forti dell'Esseillon; 4 dei cinque forti si trovano sul territorio del Comune di Aussois (L'Esseillon è una frazione):
- Forte Maria-Cristina
- Forte Carlo Alberto
- Forte Carlo Felice
- Forte Vittorio Emanuele

Al centro del complesso dell'Esseillon è situato un cimitero, detto Cimitero sardo, che data della medesima epoca del campo fortificato.
Altro monumento storico rilevante è la chiesa di San Giovanni Battista, che data dal XVII secolo, pregevole esempio di barocco savoiardo.
Come già ricordato, poco fuori dal villaggio, in direzione di Sardières sorge il Parco Archeologico des lozes, area attrezzata dove si possono ammirare incisioni rupestri datanti dalla preistoria al medioevo.

## Società

### Evoluzione demografica

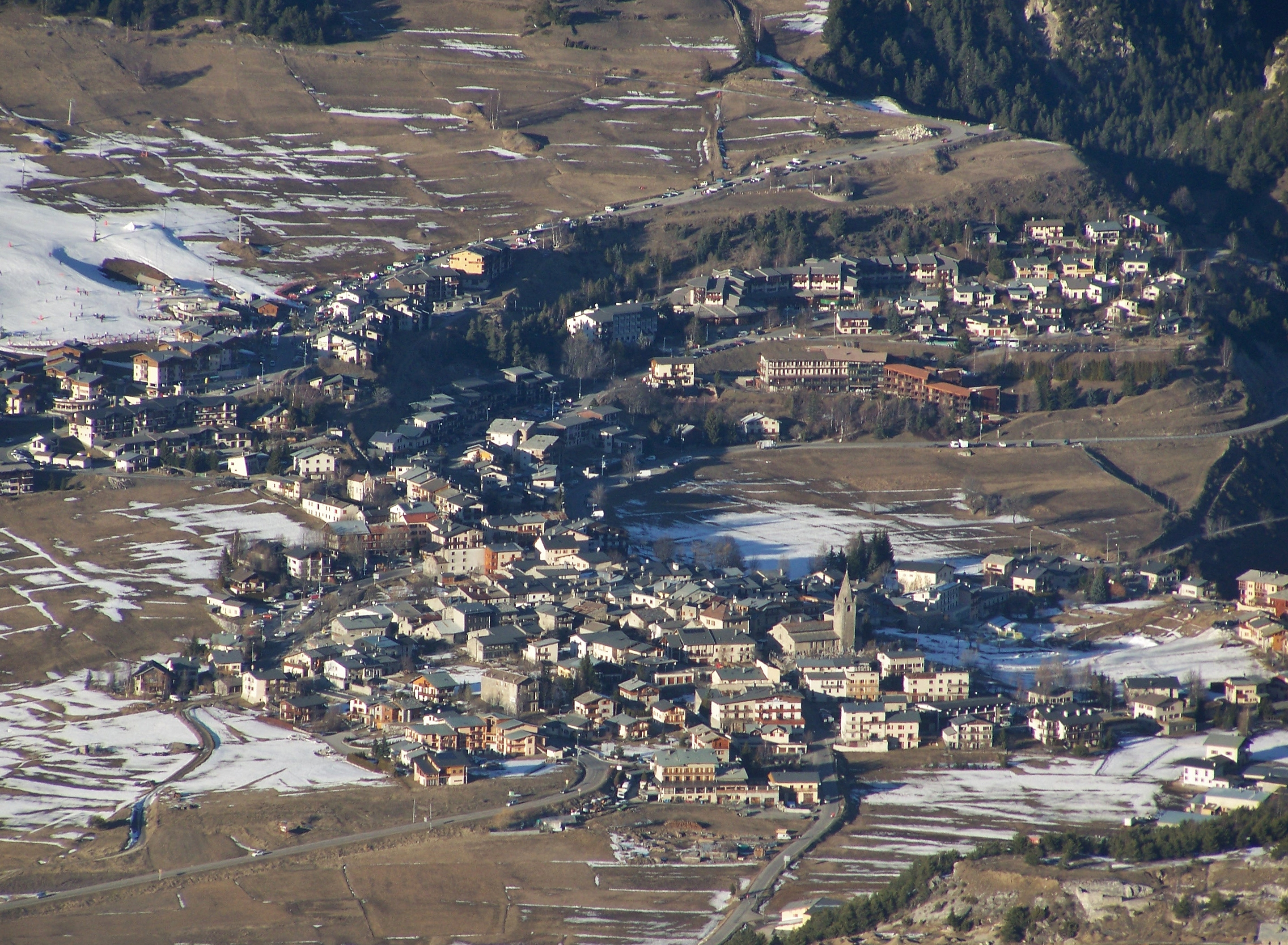
Aussois visto da La Norma.

Come la maggior parte dei comuni alpini Aussois ha conosciuto:
- un massimo demografico a metà del XIX secolo, con 766 abitanti nel 1861
- un declino demografico continuo con la decadenza delle attività tradizionali, a metà del XX secolo
- un nuovo aumento della popolazione a seguito dello sviluppo degli sport invernali

Nel 2006, data dell'ultimo censimento, il comune contava 691 abitanti. Durante la stagione invernale la popolazione aumenta in maniera considerevole a causa dell'afflusso dei turisti
Abitanti censiti